# Čistec korsický
Čistec korsický (Stachys corsica) je bylina z čeledi hluchavkovitých. Roste převážně ve vlhkých skalních štěrbinách. Je volně rozšířena pouze na Korsice a Sardinii. V ČR je vysazována jako skalnička.

## Popis
Dorůstá výšky 5 až 40 centimetrů. Tenký stonek je holý a poléhavý. Listy jsou kulaté až vejčité. Květy bílé, růžové nebo nachové barvy se objevují od dubna do listopadu.